# Turvesaaret (ö i Enare träsk, Enare, 69,08N 28,06Ö)
Turvesaaret, nordsamiska: Lavŋesuolluuh, är en ö i Finland. Den ligger sjön Enare träsk och  i kommunen Enare  i den ekonomiska regionen Norra Lappland och landskapet Lappland, i den norra delen av landet, 1 000 km norr om huvudstaden Helsingfors. Öns area är 35,8 hektar och dess största längd är 1,5 kilometer i sydväst-nordöstlig riktning.